# Lasioglossum parkeri
Lasioglossum parkeri är en biart som beskrevs av Mcginley 1986. Lasioglossum parkeri ingår i släktet smalbin, och familjen vägbin. Inga underarter finns listade i Catalogue of Life.